# August Dyckerhoff
August Gustav Dyckerhoff (* 10. Oktober 1868 in Mainz-Amöneburg; † 24. Februar 1947 ebenda) war ein deutscher Chemiker und Unternehmer in der Zementindustrie.

## Leben
August Dyckerhoff wurde als Sohn des Unternehmers Rudolf Dyckerhoff (1842–1917) und dessen Ehefrau Marie Dürr (1845–1939) geboren. Sein Großvater Wilhelm Gustav Dyckerhoff war der Gründer der Dyckerhoff AG und einer der Gründer der Vorläuferfirma von Dywidag.
Nach dem Abitur studierte August Chemie und Ingenieurwissenschaften an der Technischen Hochschule Charlottenburg und der Humboldt-Universität zu Berlin, wo er 1894 zum Dr. phil. promovierte. Nach einer praktischen Ausbildung in der Stettiner Portland-Cementfabrik und einer kurzen Reise in die USA kam er als Betriebschemiker in die väterliche Portland-Zementfabrik. Er wurde Teilhaber der Firma. Sein Bruder Alfred war ebenfalls in dem Familienbetrieb tätig. Er war Mitglied des Vereins Deutscher Ingenieure (VDI) und des Rheingau-Bezirksvereins des VDI.
August musste als Oberleutnant der Reserve Kriegsdienst leisten und wurde als Hauptmann entlassen.

## Ehrungen
1926 Ehrensenator der Technischen Hochschule Darmstadt